# Norville Carey
Norville Shakeal Carey (Tórtola, 3 de agosto de 1993) es un exbaloncestista de las Islas Vírgenes Británicas con pasaporte estadounidense. Con 2,01 metros de estatura, jugaba en la posición de alero. 

## Trayectoria deportiva

### Universidad
Jugó tres temporadas con los Golden Eagles de la Universidad del Sur de Mississippi, en las que promedió 5,5 puntos y 3,0 rebotes por partido. Tras graduarse en sociología, jugó una temporada más con los Broncs de la Universidad Rider, en la que promedió 11,3 puntos y 6,9 rebotes por partido.

### Profesional
Tras no ser elegido en el Draft de la NBA de 2017, en el mes de julio firmó su primer contrato profesional con el equipo neerlandés del SPM Shoeters Den Bosch, donde jugó una temporada en la que promedió 12,0 puntos y 5,0 rebotes por partido.
En agosto de 2018 fichó por el Poitiers Basket 86 de la Pro B, la segunda división francesa.